# Далас Старс
Далас Старс (на английски: Dallas Stars) е отбор от НХЛ, основан в Далас, Тексас, САЩ. Състезава се в западната конференция, тихоокеанска дивизия.

## История
Клубът е създаден през пролетта на 1941 г. в Далас Тексас, когато Кларънс Линц (Clarence Linz) обявява, че неговия отбор (Texans) ще се присъедини към Американската Хокейна Асоциация (АНА), заедно с кандидат от Форт Уорт следващата година.(Texans)водени от играешия треньор Лерой Гоулдсуорти (Leroy Goldsworthy) правят своя дебют на 6 ноември 1941 г. в Далас с първите си 50 мача. В Далас играят 25 срещи като домакини. Феновете могат да гледат мач само за 55 цента.
В периода на 1950 – 1967 градът Далас е без професионален отбор.
През 1967 г. отборът се мести в Минесота под името Минесота Норт Старс (Minnesota North Stars). Тимът „възкръства“, но тогава за пръв път в историята хокейният отбор се представя много лошо.
Във края на 70-те,80-те и началото на 90-те в Минесота изобилстват много млади звезди. От всички „младоци“ най-много се изявявал Майк Модано (Mike Modano) който е носил екип с номер 9.
През 1993 г. за радост на всички от град Далас и цял Тексас се завръща отбора на Минесота Норт Старс (Minnesota North Stars) и си възвръща предишното име (Dallas Stars). Това е преврат в историята на хокейния отбор и той започва да се представя чудесно в Националната Хокейна Лига на САЩ и Канада (NHL). През 1998 – 1999 г. Далас печелят Стенли Къп (Stanley Cup). Във финалната серия със Бъфало Сейбърс(Buffalo Sabres) спечелена от Далас с 4 на 2 победи от 7 мача. Тогава за Далас блестят:Ед Белфър, Майк Модано, Пат Вербийк, Джо Нюендайк, Джейми Лангербърнър, Брет Хъл, Сергей Зубов, Дериян Хатчър и Йере Лейтинен. Следващият сезон Далас също се представя чудесно и достига до финал за Стенли Къп, но там губят от Ню Джърси Девилс (New Jersey Devils) с 4 на 2 победи от 7 мача. Следващите години Далас е в застой, но през сезон 2007/2008 стигат до финал на Конференциите, но отпадат от бъдещия шампион Детройт Ред Уингс (Detroit Red Wings) с 4 на 2 победи от 7 мача. В последния мач на плейофите има много лоши съдийски отсъждания и Далас протестират.НХЛ отхвърлят молбите им, но в същия момент Далас гърмят с новината че Майк Модано е подобрил рекорда за най-много точки на Американски играч. Следва проверяване на точките и НХЛ го признават за най-добрия Американски играч за всички времена. Далас направиха много качествени трансфери, като най-големият е преминаването на шампиона с Тампа Бей (Tampa Bay) през 2003/2004 Брад Ричардс за сметка на Юси Йокинен (Jussi Jokinen). През сезон 2008/2009 тимът го съпътства много контузии и не успява да се класира за плейофите на НХЛ.Треньорът Дейв Типет (Dave Tippett) е сменен от Марк Крауфорд (Marc Crawford).